# Zamek Kapituły Warmińskiej w Pieniężnie
Zamek Kapituły Warmińskiej w Pieniężnie – mieści się na wzniesieniu nad Wałszą, przy ulicy Rynek. Zachował się dom główny od zachodu oraz zrujnowane skrzydło gospodarcze od północy.

## Historia
W 1282 r. wymieniony został pruski gród Mehlsack. W 1288 r. w posiadanie okolic Pieniężna weszła warmińska kapituła katedralna. Zamek został zbudowany przez biskupów warmińskich w 1 połowie XIV wieku w stylu gotyckim, na planie zbliżonym do trapezu. Składał się z głównego skrzydła mieszkalnego wzniesionego od zachodu, skrzydła gospodarczego oraz dziedzińca, obwiedzionych murem.  
W pierwszej fazie budowlanej powstały mury magistralne istniejącego do dziś skrzydła zamkowego, jednak bez podziałów wewnętrznych (rekonstrukcję pierwotnego podziału wnętrza uniemożliwiają przekształcenia, jakie zaszły w XV w. i w dobie nowożytnej). Skrzydło to w swojej początkowej formie było też o kondygnację niższe niż obecnie. Po wschodniej stronie domu zamkowego wytyczono trapezoidalny dziedziniec i wzniesiono bramę, podobnie jak w Braniewie prowadzącą wprost do miasta.  
W 1414 podczas Wojny głodowej między Królestwem Polskim i Zakonem Krzyżackim zamek został spalony. W połowie XV wieku rozpoczęto gruntowną rozbudowę, w wyniku której dobudowano cztery skrzydła. Zamek nie posiadał wieży głównej. Kolejne zniszczenia miały miejsce w 1455 podczas Wojny trzynastoletniej, gdy zamek zdobyli Krzyżacy i następnie został odbity przez Polaków, którzy wzięli do niewoli 60 Krzyżaków. Od 1466 roku Pieniężno należało do Polski wchodząc w skład biskupstwa warmińskiego. Po odbudowie, od października 1518 roku do marca 1519 roku na zamku mieszkał Mikołaj Kopernik, który wyjeżdżał z niego na kontrole okolicznych wsi należących do kapituły warmińskiej. Podczas wojny z Polską zamek został zdobyty w marcu 1520 roku przez oddziały Zakonu krzyżackiego, mimo zaciekłej obrony polskiej załogi dowodzonej przez Jana Kostelaka i Wawrzyńca Bieniaszewskiego. W latach 1589–1599 zarządcą zamku był książę Siedmiogrodu Andrzej Batory, bratanek króla Polski Stefana Batorego. 
W 1626 roku zamek zajęły wojska szwedzkie, jednak w 1627 roku odbił go hetman Stanisław Rewera Potocki. Po dokonanych przez nich zniszczeniach zamek został podniesiony z ruin około 1640 roku i odbudowany w stylu barokowym. W 1772 roku zamek przestał być własnością kapituły warmińskiej i opuszczony popadał w ruinę. Około 1870 roku rozebrano skrzydło wschodnie i południowe oraz bramę z murami od strony miasta. Pozostałe skrzydła przebudowo na potrzeby administracji i sądu pruskiego zaborcy. Po 1920 roku zamek zaadaptowano na szkołę i niewielkie muzeum regionalne. W 1945 roku zamek został spalony przez Armię Czerwoną i mimo prowizorycznego zabezpieczenia w 1958 roku, od tego czasu pozostaje w ruinie. Zachowały się ruiny głównego domu zamkowego (skrzydła północnego) oraz piwnice ze sklepieniami gotyckimi. Od 2000 roku zamek jest własnością osoby prywatnej z Częstochowy. W 2014 roku Sąd Rejonowy w Braniewie wydał wyrok nakazujący zwrot zamku gminie.

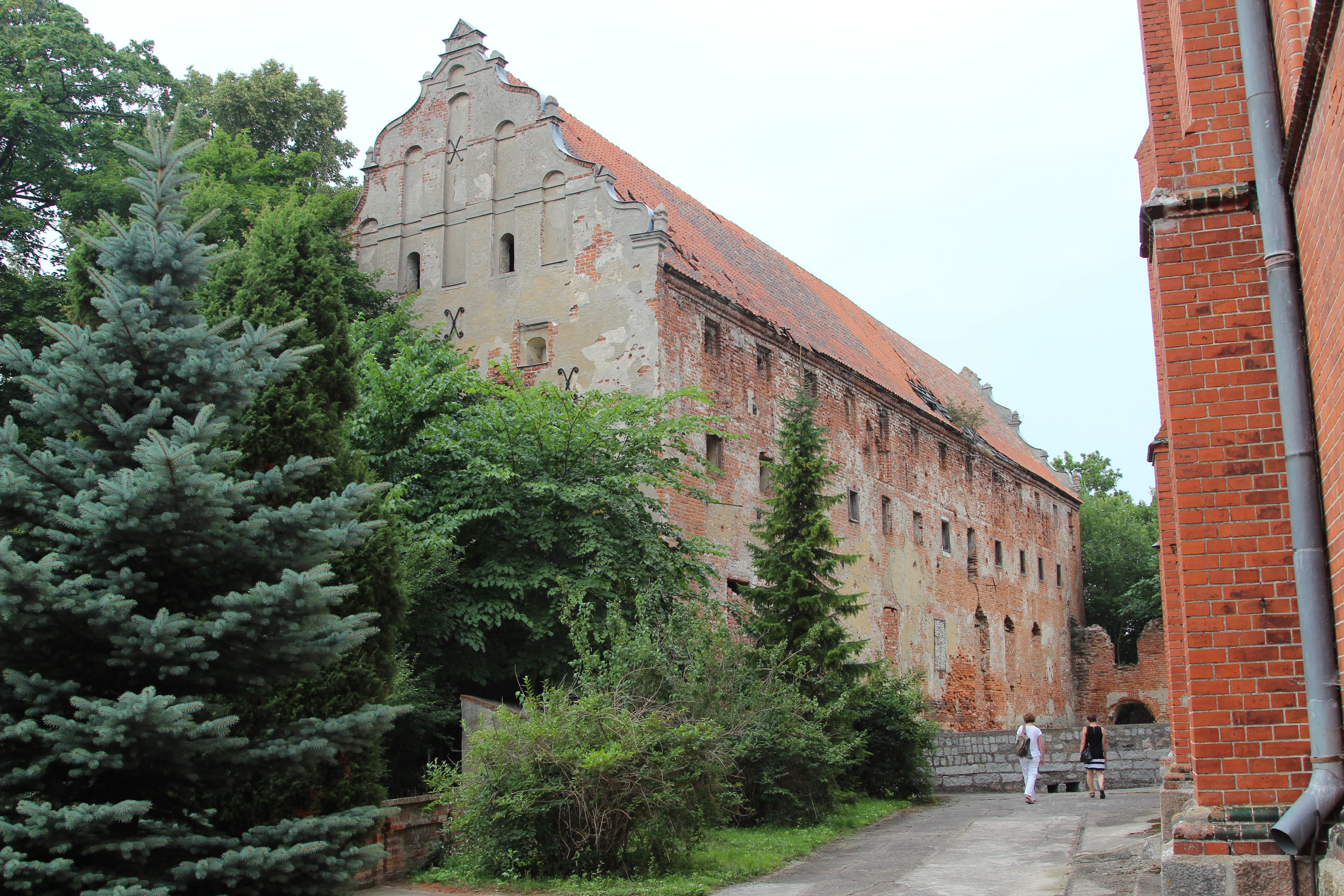
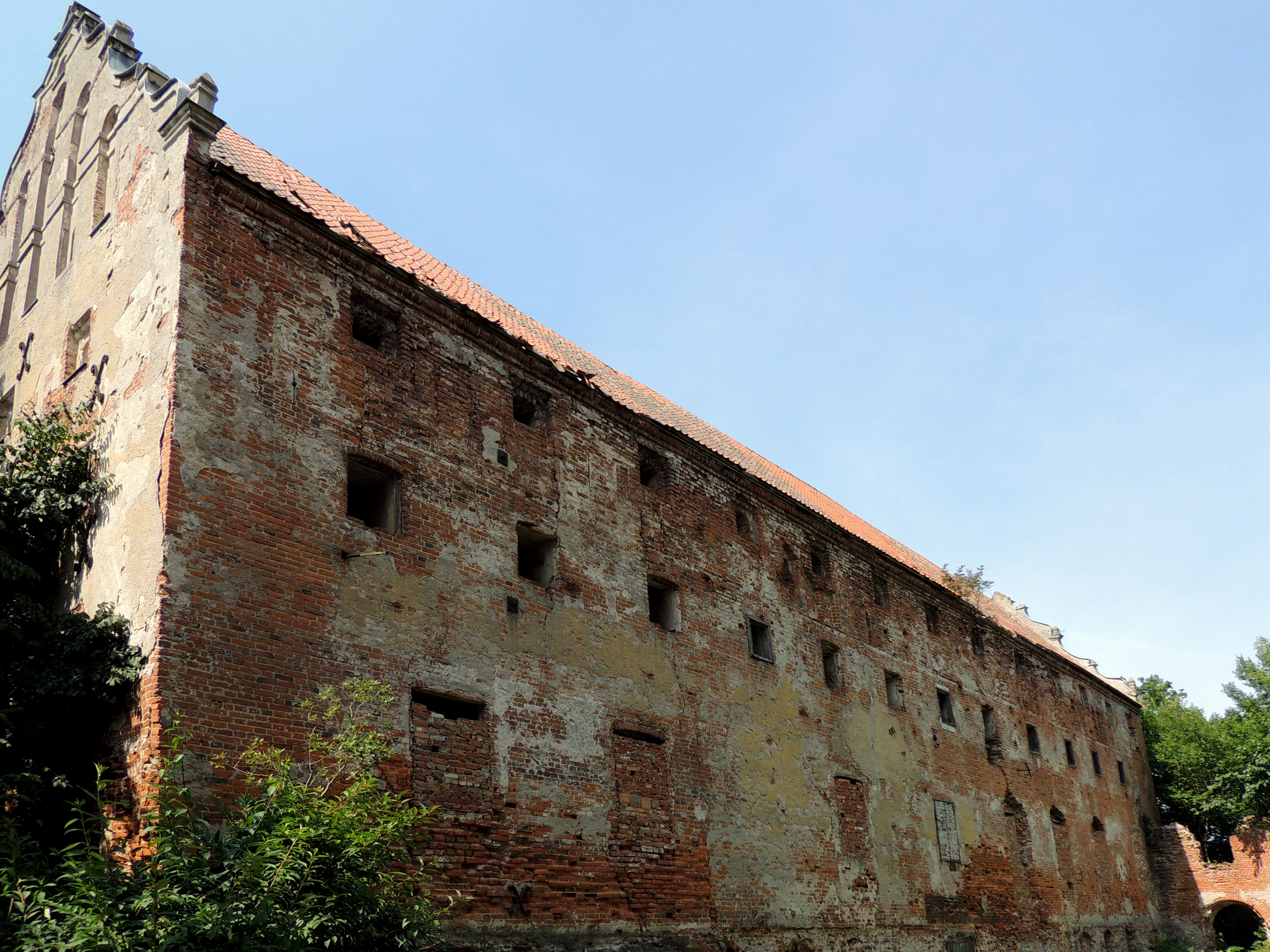
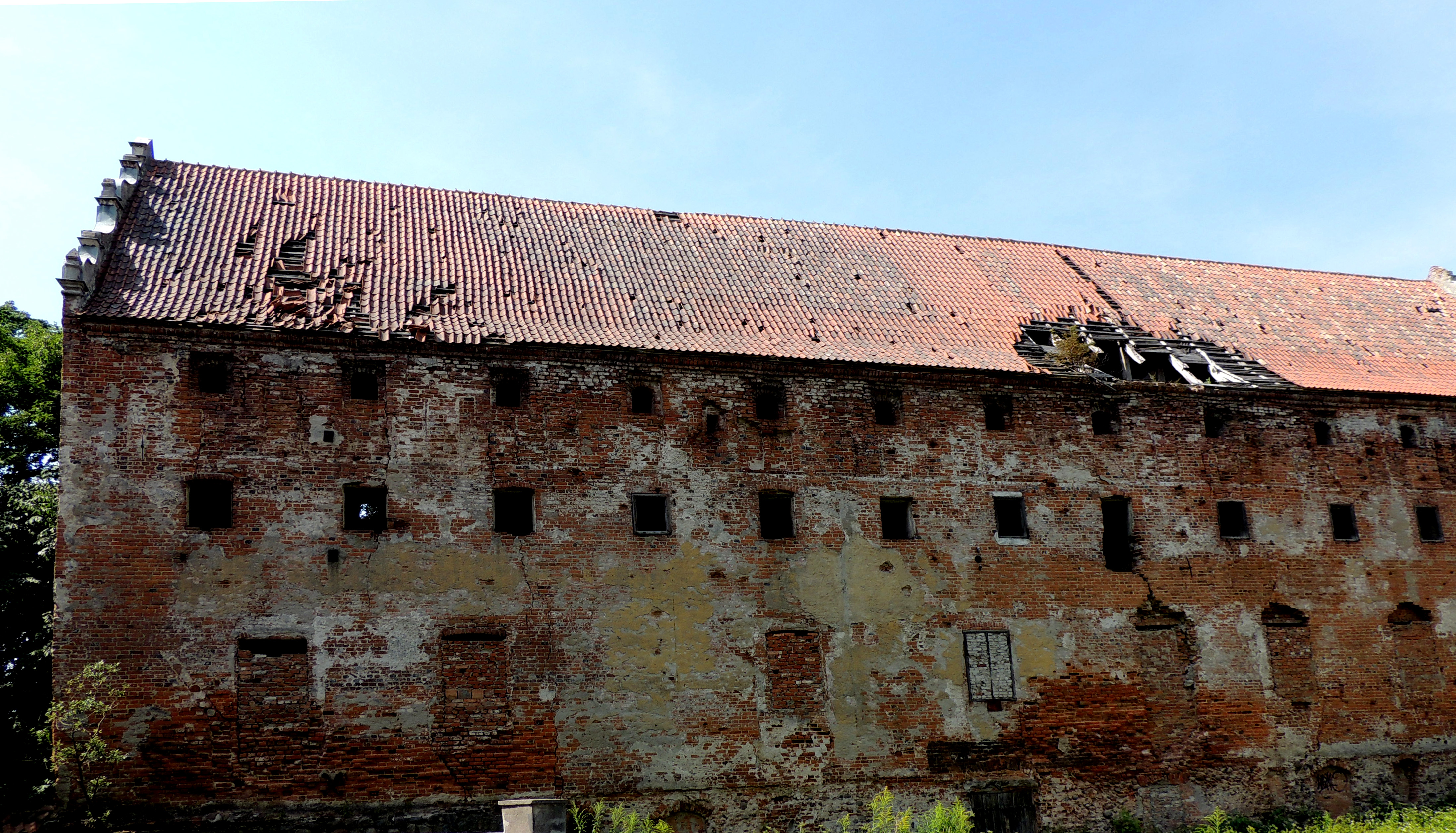
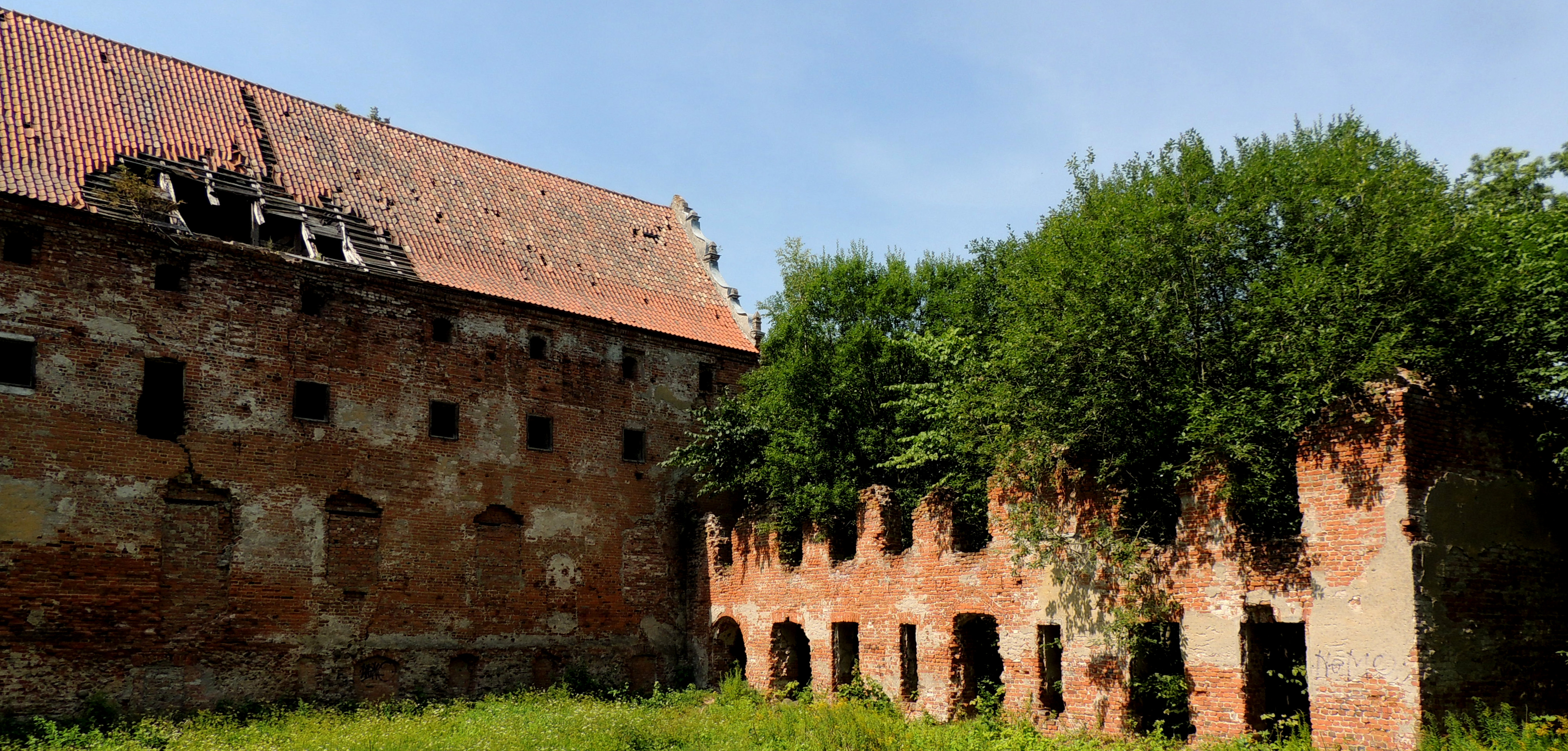